# Mercedes-Benz W 25 D
La Mercedes-Benz W 25 D, également connue sous le nom de Mercedes-Benz 175, est un concept car à moteur arrière que Daimler-Benz AG a fabriqué en 1931 et 1932.
La forme moderne et profilée du début des années 1930 signifiait que les moteurs ne pouvaient plus être installés à l'avant du véhicule, mais à l'arrière. La façade arrondie du véhicule limitait l'espace d'installation au-dessus de l'essieu avant, tandis que la forme arrière volumineuse laissait beaucoup d'espace au-dessus et derrière l'essieu arrière. De plus, l'arbre à cardan peut être omis lors de l'installation sur l'essieu moteur. Des développements correspondants ont été réalisés par Tatra sous la direction de Hans Ledwinka.
En 1930, Daimler-Benz AG confie à Hans Nibel le développement d'une petite voiture à moteur arrière. En 1933, un véhicule a été créé avec un avant similaire à celui de la nouvelle Volkswagen Coccinelle et un arrière large et expansif. Le pare-brise de la W 25 D, ou Type 175, était incliné vers l'arrière; l'aileron arrière attaché au milieu du capot divisait la lunette arrière ovale en forme de bretzel, comme sur la Volkswagen Coccinelle. Le "D" faisait référence au moteur Diesel trois cylindres OM 134, qui avait une puissance de 30 ch (22 kW), mais qui a été abandonné car trop bruyant. Douze voitures d'essai de ce type ont été construites.